# Manipulação vertebral

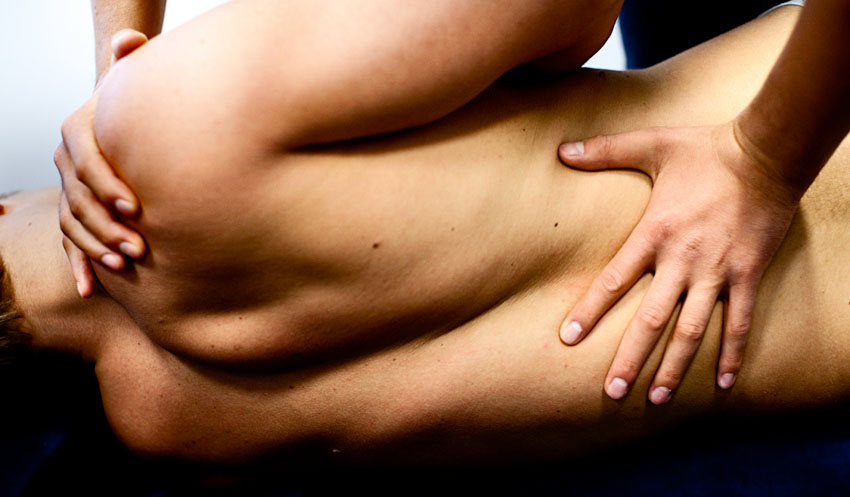
Manipulação vertebral

Manipulação vertebral é uma intervenção realizada nas articulações sinoviais da coluna vertebral e que se alega possuir capacidades terapêuticas. Existem diferentes conclusões nas recomendações sobre a eficácia desta intervenção, não sendo recomendada por algumas, enquanto outras a recomendam durante um curto período de tempo em pessoas que não melhoram com outros tratamentos. Uma revisão sistemática de 2004 concluiu que a manipulação vertebral não era nem mais nem menos eficaz do que outras terapias comuns como analgésicos, fisioterapia, exercício físico ou os cuidados prestados por um médico de medicina geral. Não existem dados suficientes para determinar a segurança da manipulação vertebral.